# Lucie Nordmann
Lucie Nordmann (1 de mayo de 2000) es una deportista de Estados Unidos que compite en natación. Ganó tres medallas de plata en el Campeonato Mundial Junior de Natación de 2017, en las pruebas de 4 × 100 m libre, 4 × 100 m estilos y 4 × 100 m estilos mixto, y tres medallas en el Campeonato Pan-Pacífico Junior de Natación de 2018.